# Adolf Fredrik Pettersson
Adolf Fredrik Pettersson, född 1811 i Göteborg, död 1872 i Göteborg, var en svensk amatörorgelbyggare och snickarmästare i Göteborg.
Han var under en tid organist vid Gamla ålderdomshemmet i Göteborg. Pettersson tillverkade Harmonium och orglar. Hans son var orgelbyggaren Gustaf Adolf Pettersson.

## Lista över orglar
- 1860 - Spekeröds kyrka (tillsammans med Gustaf Adolf Pettersson)